# Arnaldo Ruggero I di Pallars Sobirà
Arnaldo Ruggero I di Pallars Sobirà (in spagnolo Arnal Rogelio, in catalano Arnau Roger, in francese Arnaud Roger; prima metà secolo XIII – 1288 circa) Conte di Pallars Sobirà dal 1256 alla sua morte.

## Origine
Arnaldo Ruggero, secondo la Gran enciclopèdia catalana, era il figlio secondogenito del visconte di Conserans e Conte di Pallars Sobirà, Ruggero II e di Sibilla de la Berga, discendente dei visconti di Berga.

Ruggero I di Pallars Sobirà, secondo Pierre de Guibours, detto Père Anselme de Sainte-Marie o più brevemente Père Anselme, era il figlio del Visconte di Carcassonne e di Couserans, poi Conte di Pallars Sobirà, Ruggero I e di Cecilia di Forqualquier.

## Biografia
Suo padre, Ruggero II, aveva stabilito che per la successione nei suoi titoli, contrariamente alle disposizioni paterne avrebbero potuto succedergli anche i figli illegittimi e le figlie femmine; ma nel 1256, Ruggero II cambiò le sue disposizioni e decise di lasciare i suoi domini ad Arnaldo Ruggero e non al primogenito, Ruggero di Couserans, che era illegittimo, ma che si ribellò, divenendo visconte di Coserans.
Ancora secondo Père Anselme, Ruggero II morì nel 1256, o poco dopo, e Arnaldo Ruggero gli succedette come Arnaldo Ruggero I, come ci viene confermato dal documento nº 258 del El Monestir de Santa Maria de Gerri (segles XI-XV) Collecció Diplomática, II (non consultato), datato 1260, inerente ad una donazione di Arnaldo Ruggero I (Arnaldus Rogerii comes Pallariensis), e associò nel governo della contea il fratello, Raimondo Ruggero; infatti sia nel documento nº 259 del El Monestir de Santa Maria de Gerri (segles XI-XV) Collecció Diplomática, II (non consultato), datato 1260, inerente ad una donazione di Arnaldo Ruggero I (Arnaldus Rogerii comes Pallariensis), Raimondo Ruggero viene citato col titolo di Conte (dominus Raimundus comes Pallieriensis), che nel documento nº 262 del El Monestir de Santa Maria de Gerri (segles XI-XV) Collecció Diplomática, II (non consultato), datato 1270, inerente ancora una donazione di Arnaldo Ruggero I (Dominus Arnaldus Rogerii Dei gratia comes Pallariensis ), Raimondo Ruggero viene citato col titolo di Conte (Raimundi Rogerii fratris domini comitis).
Arnaldo Ruggero I, così come aveva fatto suo padre, Ruggero II, dopo aver perso il controllo dei suoi domini transpirenaici, si dedicò ai possedimenti catalani e a migliorare i rapporti con le casate nobili catalane.
Arnaldo Ruggero I fu tutore di Ermengol IX e Alvaro di Urgell.
A seguito dell'imposizione dell'imposta sul bestiame dal re d'Aragona, Pietro III il Grande, Arnaldo Ruggero I fu tra i nobili catalani che si ribellarono: la rivolta si infiammò soprattutto nelle contee di Urgell, di Foix, di Pallars e di Cardona, oltre che nella Baronia di Erill e condusse, nel 1280, all'assedio di Balaguer, alla cui caduta, l'opposizione feudale catalana fu definitivamente sconfitta, ed in quell'occasione, suo fratello, Raimondo Ruggero, fu fatto prigioniero dalle truppe reali.
Poi però, Arnaldo Ruggero I collaborò attivamente con Pietro il Grande a Tunisi, nel 1282, e in Sicilia, sempre nel 1282.
Mentre suo fratello, Raimondo Ruggero, durante l'invasione della Catalogna del 1285, combatté dalla parte francese, al seguito del conte Ruggero Bernardo III di Foix, che, dopo Balaguer, era stato imprigionato per quasi quattro anni, e quindi non era grato all'allora scomunicato re d'Aragona, Pietro III che prontamente si era schierato con gli invasori francesi ai quali prima si arrendono Elne, il 25 maggio del 1285, e poi, il 7 settembre, Gerona, dopo 10 settimane d'assedio, mentre Raimondo Ruggero fece da intermediario tra gli arresi e il conte di Foix, Arnaldo Ruggero I rimase fedele a Pietro III, contrastando gli invasori e a Peralada, salvò il principe Alfonso e lo servì lealmente dopo che era divenuto re Alfonso III.

Nel 1287, Arnaldo Ruggero I fece da intermediario con i nobili aragonesi dell'Unione Aragonese.
Arnaldo Ruggero I, morì verso il 1288, in quanto in quell'anno, risulta che aveva fatto testamento, come riportato da Sort y comarca Noguera-Pallaresa.

Suo fratello, Raimondo Ruggero, gli succedette in quanto tutte le figlie di Arnaldo Ruggero I, Sibilla, Beatrice e Violante erano ancora minorenne.

## Matrimoni e discendenza
Secondo Sort y comarca Noguera-Pallaresa, verso il 1250, Arnaldo Ruggero aveva sposato, Sancha de Villamur, figlia del visconte Pietro di Villamur e di Sancha Perez; il matrimonio viene confermato dal documento nº 262 del El Monestir de Santa Maria de Gerri (segles XI-XV) Collecció Diplomática, II (non consultato), datato 1270, inerente ancora una donazione di Arnaldo Ruggero I assieme alla prima moglie, Sancha (Dominus Arnaldus Rogerii Dei gratia comes Pallariensis et uxor nostra domina Sanxa Pallierensi comitissa).

Arnaldo Ruggero da Sancha non ebbe figli.
Dopo essere rimasto vedovo, Arnaldo Ruggero sposò, in seconde nozze, nel 1281, Lucrezia Lascaris, figlia del conte di Tenda, Guglielmo Pietro I di Ventimiglia e della principessa bizantina Eudossia Lascaris.

Arnaldo Ruggero da Lucrezia Lascaris ebbe tre figlie:
- Sibilla († 1330 circa), Contessa di Pallars Sobirà[14];
- Beatrice[14] († 1330 circa), aveva sposato Guglielmo di Anglesola[7];
- Violante[14] († 1311 circa), aveva sposato Jimeno Cornel[7].

### Fonti primarie
- (LA) Veterum Scriptorum I..
- (ES) Sort y comarca Noguera-Pallaresa..
- (OC, FR)   Chroniques romanes des comtes de Foix..

### Letteratura storiografica
- Hilda Johnstone, Francia: gli ultimi capetingi, in «Storia del mondo medievale», vol. VI, 1999, pp. 569–607
- (FR) Histoire généalogique et chronologique de la maison royale de France, Tome 2..